# Weg des Buches

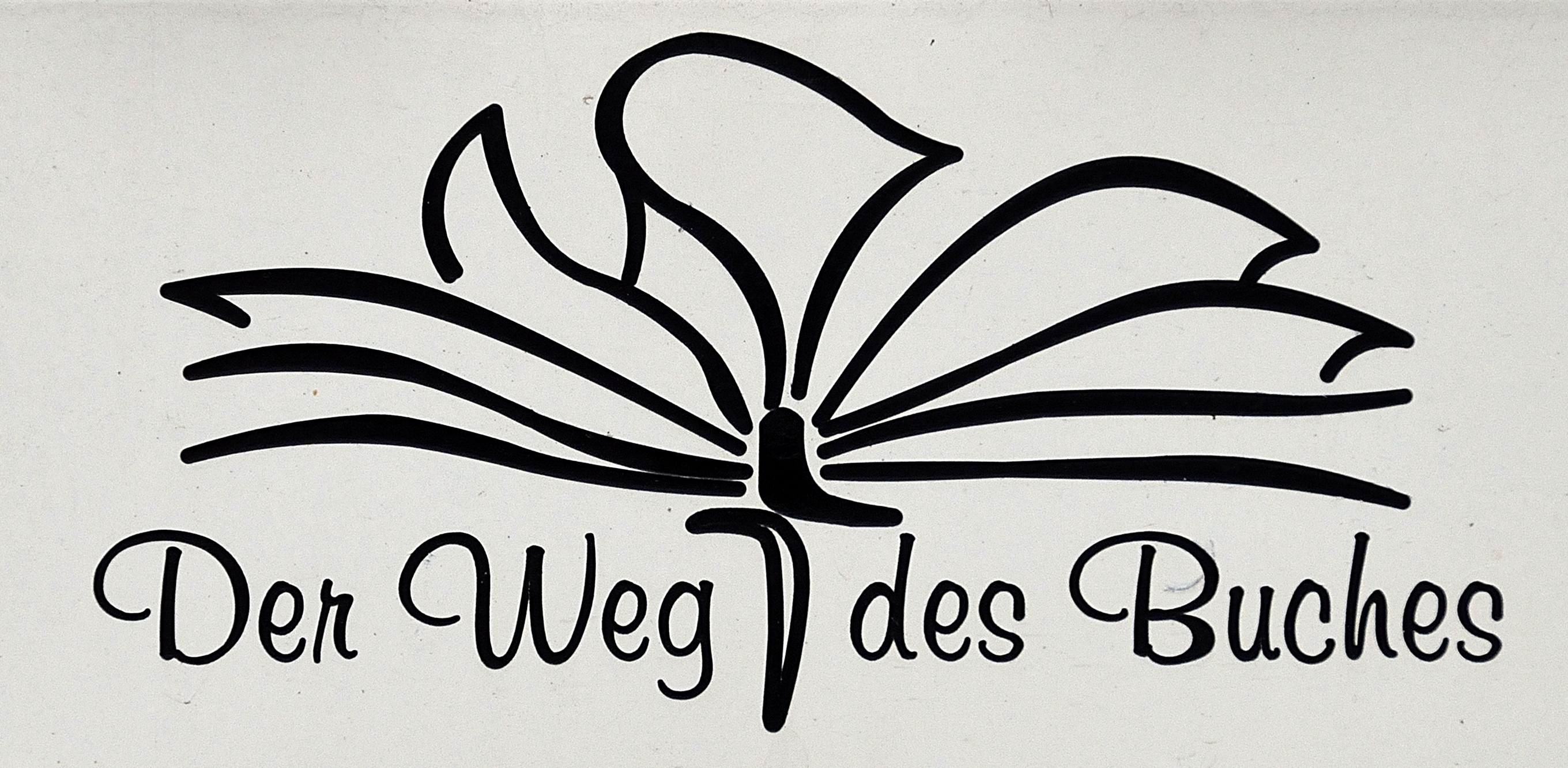
Logo in Fresach

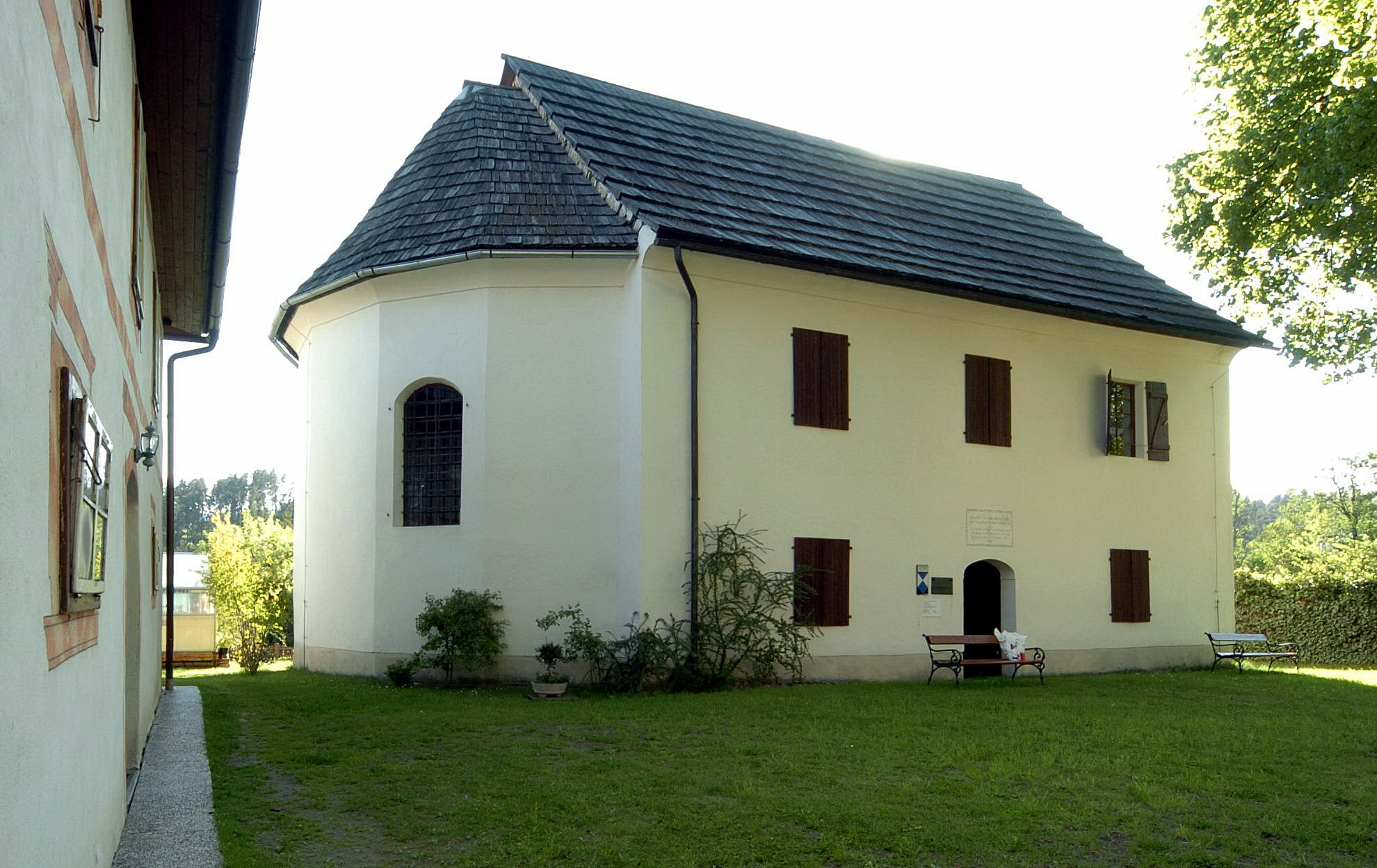
Diözesanmuseum Fresach, ein ehemaliges Toleranzbethaus

Der Weg des Buches ist ein evangelischer Pilgerweg, der der Bibelschmugglerroute während des Geheimprotestantismus im Herzogtum Österreich der Habsburgerzeit von 1600 bis 1781 folgt.
Auf abenteuerlichen Wegen und unter der Gefahr, erwischt und schwer bestraft zu werden, wurden Bibeln, evangelische Gesangbücher und Gebetbücher von Deutschland nach Österreich, auch in die entlegensten Bergtäler geschmuggelt. Dieser Weg führt als Pilgerweg seit 2008 von Passau oder Ortenburg in Niederbayern bis nach Agoritschach in Kärnten durch Oberösterreich, das Salzkammergut, das Dachsteingebirge, die Niederen Tauern, die Kärntner Nockberge und um den Weißensee. Er ist über 500 Kilometer lang und verbindet 39 Stadt- und Pfarrgemeinden in vier österreichischen Bundesländern. Er wurde im Jahr 2016 bis nach Triest in Italien (Südroute) verlängert, denn soweit reichte die ins Deutsche übersetzte Lutherbibel in südliche Richtung.

## Geschichtlicher Hintergrund
Der nach 1525 weit verbreitete Protestantismus wurde durch die Gegenreformation knapp zweihundert Jahre in den Untergrund gedrängt, bis das erste der Toleranzpatente Josephs II. ab 1781 wieder eine eingeschränkte Betätigung erlaubte. Bis dahin konnten sich die Evangelischen in Österreich nur mehr in abgelegenen Gegenden und als Geheimprotestantismus halten, so in ländlichen Gebieten im südlichen Oberösterreich, in der Obersteiermark und in Kärnten.
Da vor diesem Hintergrund auch Lutherbibeln, evangelische Gesangbücher und dergleichen verboten waren und mit damaligen Mitteln geheim schwer hergestellt werden konnten, entwickelte sich ein Schmuggelwesen, das dergleichen aus protestantischen Landen in die Hauptrückzugsgebiete führte. Österreichische Händler führten aus den Alpentälern Vieh nach Deutschland und brachten von dort Textilien, Gewürze und Drogen zurück. Unter diesen Waren versteckten sie Bibeln, Gesang- und Gebetbücher und brachten sie in die entlegenen Gebiete Österreichs. Evangelische Bauern lernten mit diesen Büchern lesen, sie wurden dadurch gebildeter und mündiger. Die Bibel wurde von den staatlichen und katholischen Autoritäten als Gefahr angesehen. Wer damit erwischt wurde, musste eine Gefängnisstrafe, Ausweisung oder Vertreibung gewärtigen. Die Uracher Bibelanstalt druckte von 1561 bis 1565 mehr als 30.000 Exemplare. Alle gelangten auf geheimen Wegen zu ihren Lesern.

## Eröffnung und Einbezug in die Europäische Kulturroute der Reformation
Die Hauptroute durch Österreich wurde am 4. Oktober 2008 in Ramsau am Dachstein eröffnet. Maßgeblich beteiligt an der Verwirklichung der Idee von Religionslehrerinnen war der evangelische Bischof von Österreich Michael Bünker. Die Projektleitung zur Umsetzung des Vorhabens oblag dem Verein respect – Institut für Integrativen Tourismus und Entwicklung.
Im Zuge der Konzipierung der Europäischen Kulturroute der Reformation, eines Kulturwegs des Europarats wurde 2016 der „Weg des Buchs“ als Beitrag Österreichs in die Route einbezogen (reformationroutes.eu).

## Route
Der Weg führt von Passau als Zubringerweg nach Ortenburg in Niederbayern und nach Schärding in Oberösterreich. Die Wander- und Radroute folgt in östliche Richtung bis Eferding um dann in südliche Richtung durch die Bundesländer Steiermark, Salzburg und Kärnten in Agoritschach anzukommen. Die Pilgerwanderroute beträgt 720 Kilometer in 31 Etappen, mit 16 Variantenwegen; die Pilgerradroute ist 818 Kilometer lang und in 16 Etappen zu bewältigen.
Der historische Weg führte von Agoritschach weiter ins slowenische Bled, durch die Täler der Wocheiner Bahn nach Görz und endete in Triest. Diese Südroute des „Weges des Buches“ wird auch „Weg der Diakonie“ und „Diakonischer Weg des Buches“ bezeichnet. Sie folgt den Spuren der Gräfin Elvine de La Tour in Russiz und den Anfängen der Diakonie in Treffen am Ossiacher See, Waiern und Gallneukirchen. Diese Pilgerwanderroute ist 335 Kilometer lang, in 18 Etappen zu durchwandern; die Pilgerradroute beträgt 305 Kilometer und ist in 6 Etappen befahrbar.
Der Pilgerwander- und -radweg von Mitterbach am Erlaufsee in die Scharten bindet zusätzlich drei Toleranzgemeinden ein. Die „Via Rosina zum Weg des Buches“ ist ein Zubringerweg zum Weg des Buches. 1782 ging Rosina Steinauer, eine Bäuerin aus der Gegend, zu Fuß zum ersten evangelischen Gottesdienst von ihrem Wohnort in Sonntagberg (Niederösterreich), in die Scharten, was auch in Büchern festgehalten wurde. Später trug sie sich zur Gemeindegründung in Neukematen ein, wo sie oft den Gottesdienst besuchte und dafür viele Repressalien erleiden musste. Dieser Weg steht unter dem Leitwort „Wie weit würdest du für deinen Glauben gehen?“ Diese Pilgerwanderroute umfasst 207 Kilometer in 10 Etappen; die Pilgerradroute beträgt 225 Kilometer in 6 Etappen.

Primož Trubar auf der Rückseite der slowenischen 1-Euro-Münze

## Gedenken
Die Rückseite der slowenischen 1-Euro-Münze zeigt den evangelischen Bibelübersetzer und Bibelschmuggler Primus Truber, ebenso eine aus Anlass seines 500. Geburtstages 2008 herausgegebene 2-Euro-Gedenkmünze. Der Reformationstag ist im katholischen Slowenien ein Nationalfeiertag.